# Kantons van Loir-et-Cher
Het Franse departement Loir-et-Cher (41) omvat, sinds de hervorming van de kantons die bij wet doorgevoerd werd in 2013 en voor het eerst toegepast bij de departementsverkiezingen van maart 2015, nog 15 in plaats van 30 kantons. In een aantal gevallen werden afgeschafte kantons in hun geheel toegevoegd aan reeds bestaande kantons, in andere gevallen werden de gemeenten van afgeschafte kantons verdeeld over verschillende bestaande kantons of werden geheel nieuwe kantons gevormd.
Het beoogde doel van de hervorming was kantons te vormen die naar inwoneraantal vergelijkbaar groot zijn (maximaal 20% afwijking van het gemiddelde voor het departement) zodat de vertegenwoordiging van elk kanton in de departementsraad (twee als koppel verkozen raadsleden per kanton) voortaan ook ongeveer een gelijk aantal inwoners zou vertegenwoordigen.
Het gemiddelde inwoneraantal voor een kanton in het departement bedraagt na de hervorming ongeveer 22.133 (pop. municipale 2013). De grootste afwijkingen hiervan zijn er voor Kanton Chambord (+15%) en Kanton Romorantin-Lanthenay (-14%).

## Kantons van het departement Loir-et-Cher na de hervorming van 2013
Bij de hervorming van de kantons werd geen rekening gehouden met de bestaande arrondissementsgrenzen, als gevolg hiervan liggen kantons niet langer steeds binnen eenzelfde arrondissement.
| Kanton | Kanton                         | Inwoners 2013* | Aantal gemeenten |
| ------ | ------------------------------ | -------------- | ---------------- |
| 1      | Kanton La Beauce               | 24.766         | 43               |
| 2      | Kanton Blois-1                 | 20.766         | 1                |
| 3      | Kanton Blois-2                 | 22.634         | 6                |
| 4      | Kanton Blois-3                 | 21.361         | 13               |
| 5      | Kanton Chambord                | 25.477         | 23               |
| 6      | Kanton Montoire-sur-le-Loir    | 22.291         | 47               |
| 7      | Kanton Montrichard Val de Cher | 20.864         | 14               |
| 8      | Kanton Veuzain-sur-Loire       | 20.384         | 21               |
| 9      | Kanton Le Perche               | 23.575         | 46               |
| 10     | Kanton Romorantin-Lanthenay    | 19.121         | 6                |
| 11     | Kanton Saint-Aignan            | 19.230         | 16               |
| 12     | Kanton Selles-sur-Cher         | 21.685         | 17               |
| 13     | Kanton La Sologne              | 23.134         | 14               |
| 14     | Kanton Vendôme                 | 24.922         | 8                |
| 15     | Kanton Vineuil                 | 21.791         | 8                |

Bron: INSEE - *Inwoners 2013 = Population municipale

## Kantons van het departement Loir-et-Cher voor de hervorming van 2013
| Arrondissement | Arrondissement       | Kanton | Kanton                    |
| -------------- | -------------------- | ------ | ------------------------- |
| 1              | Blois                | 1      | Blois-1                   |
| 1              | Blois                | 2      | Blois-2                   |
| 1              | Blois                | 3      | Bracieux                  |
| 1              | Blois                | 4      | Contres                   |
| 2              | Vendôme              | 5      | Droué                     |
| 1              | Blois                | 6      | Herbault                  |
| 3              | Romorantin-Lanthenay | 7      | Lamotte-Beuvron           |
| 1              | Blois                | 8      | Marchenoir                |
| 3              | Romorantin-Lanthenay | 9      | Mennetou-sur-Cher         |
| 1              | Blois                | 10     | Mer                       |
| 2              | Vendôme              | 11     | Mondoubleau               |
| 2              | Vendôme              | 12     | Montoire-sur-le-Loir      |
| 1              | Blois                | 13     | Montrichard               |
| 2              | Vendôme              | 14     | Morée                     |
| 3              | Romorantin-Lanthenay | 15     | Neung-sur-Beuvron         |
| 1              | Blois                | 16     | Ouzouer-le-Marché         |
| 3              | Romorantin-Lanthenay | 17     | Romorantin-Lanthenay-Nord |
| 3              | Romorantin-Lanthenay | 18     | Saint-Aignan              |
| 2              | Vendôme              | 19     | Saint-Amand-Longpré       |
| 3              | Romorantin-Lanthenay | 20     | Salbris                   |
| 2              | Vendôme              | 21     | Savigny-sur-Braye         |
| 3              | Romorantin-Lanthenay | 22     | Selles-sur-Cher           |
| 2              | Vendôme              | 23     | Selommes                  |
| 2              | Vendôme              | 24     | Vendôme-1                 |
| 1              | Blois                | 25     | Blois-3                   |
| 1              | Blois                | 26     | Blois-4                   |
| 1              | Blois                | 27     | Blois-5                   |
| 2              | Vendôme              | 28     | Vendôme-2                 |
| 3              | Romorantin-Lanthenay | 29     | Romorantin-Lanthenay-Sud  |
| 1              | Blois                | 30     | Vineuil                   |